# 伊帕内马

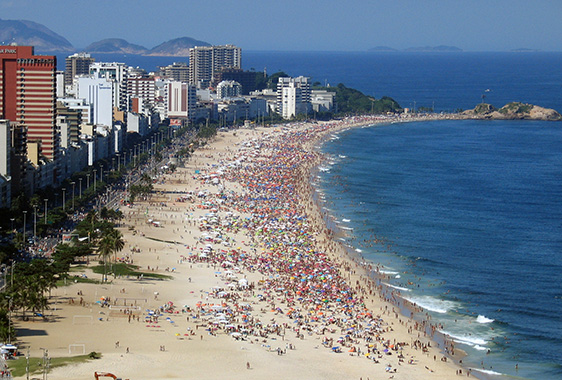
伊帕内马海滩

伊帕内马（葡萄牙語發音：[ipaˈnẽmɐ]）是位於巴西里约热内卢南部的一个地区，以优美的海滩而闻名于世。歌曲《伊帕內瑪姑娘》使它的知名度大增。